# سورت
سورات (باللغة الغوجاراتية : સુરત) وتسمى محلياً «سوريابور» مدينة هندية تقع غرب ولاية غوجارات في مقاطعة سورات وهي العاصمة الاقتصادية للولاية وهي ثامن أكبر مدينة بالهند.
احتلت سورات المرتبة العاشرة في الهند بإجمالي ناتج محلي بلغ 2.60 كرور روبية في السنة المالية 2016.
ويقدر إجمالي الناتج المحلي لسورات في عام 2020 بحوالي 57 مليار دولار من قبل مؤسسة عمدة المدينة، وهي مؤسسة فكرية دولية شهيرة.
وتعتبر سورات هي مركز رئيسي لتلميع قطع الماس حيث تنتشر هناك ورش الماس بشكل هائل.
ويتم استخراج الماس الخام في جنوب إفريقيا ومناطق أخرى من القارة الإفريقية.
وكانت تعتمد في صناعاتها الرئيسية على صناعة المنسوجات والسفن، وأنشأ البريطانيون أول مصنع هندي في سورات خلال عام 1612.
تراجعت المدينة تدريجيا خلال القرن الثامن عشر، وأعلن البريطانيون والهولنديون السيطرة عليها، لكن في عام 1800 انتقلت إدارتها إلى البريطانيين.
بحلول منتصف القرن التاسع عشر، أصبحت سورات مدينة راكدة يسكنها 82000 نسمة.
كما تمتاز بمناخ معتدل لطيف.

## أهم الأحداث التاريخية لمدينة سورات
ذُكر في التاريخ أنّه من الممكن أن يكون جوبي هو مؤسس المدينة، وهو الشخص الذي بنى فيها خزان مياه؛ وسمى المدينة باسم شوريابور أو سوراجبور، وذلك في عام 1516.
لقبت المدينة باسم سورات عام 1520.
حُرقت من قبل البرتغاليين عام 1530.
احتلها المغول عام 1573، وأسقطها الملك مارثا شيفاجي في القرن السابع عشر.
أنشئ فيها العديد من المراكز الهندية والبريطانية المختلفة خلال الفترة الأولى من القرن السابع عشر.
أصبحت أكثر المدن الهندية اكتظاظاً بالسكان، كما أنّها أصبحت من أكثر الموانئ ازدحاماً في القرن السابع عشر.
أصبحت المدينة مركزاً رئيسياً للهند من أجل تصدير الذهب والقماش، كما أصبحت المركز الرئيسي للصناعات، مثل: بناء السفن وصناعة النسيج، وذلك في الفترة ما بعد القرن السابع عشر.
أُسس أول مركز تجاري في مدينة سورات على يد البريطانيين.
تراجعت المدينة خلال القرن الثامن عشر بشكل تدريجي وأعلن الهولنديون والبريطانيون سيطرتهم عليها، ثم أصبحت المدينة تحت حكم وإدارة البريطانيين عام 1800.
شهدت المدينة في منتصف القرن التاسع عشر ركوداً ضخماً، حيث وصل عدد سكانها إلى 80 ألف نسمة.
أصبحت مدينة سورات مزدهرة بعد تأسيس السكك الحديدية في الهند في وقتنا الحاضر.

## المناخ
تتميز مدينة سورات بالمناخ الاستوائي ويبدأ الصيف في أوائل مارس ويستمر حتى يونيو، ويعتبر شهر أبريل وشهر مايو هما الأعلى في درجة الحرارة
يظهر الجدول التالي التغييرات المناخية على مدار السنة لسورت:
| البيانات المناخية لـسورت                                                    | البيانات المناخية لـسورت | البيانات المناخية لـسورت | البيانات المناخية لـسورت | البيانات المناخية لـسورت | البيانات المناخية لـسورت | البيانات المناخية لـسورت | البيانات المناخية لـسورت | البيانات المناخية لـسورت | البيانات المناخية لـسورت | البيانات المناخية لـسورت | البيانات المناخية لـسورت | البيانات المناخية لـسورت | البيانات المناخية لـسورت |
| الشهر                                                                       | يناير                    | فبراير                   | مارس                     | أبريل                    | مايو                     | يونيو                    | يوليو                    | أغسطس                    | سبتمبر                   | أكتوبر                   | نوفمبر                   | ديسمبر                   | المعدل السنوي            |
| --------------------------------------------------------------------------- | ------------------------ | ------------------------ | ------------------------ | ------------------------ | ------------------------ | ------------------------ | ------------------------ | ------------------------ | ------------------------ | ------------------------ | ------------------------ | ------------------------ | ------------------------ |
| الدرجة القصوى °م (°ف)                                                       | 38.3 (100.9)             | 41.7 (107.1)             | 44.0 (111.2)             | 45.6 (114.1)             | 45.6 (114.1)             | 45.6 (114.1)             | 38.9 (102.0)             | 37.2 (99.0)              | 41.1 (106.0)             | 41.4 (106.5)             | 39.4 (102.9)             | 38.9 (102.0)             | 45.6 (114.1)             |
| متوسط درجة الحرارة الكبرى °م (°ف)                                           | 30.8 (87.4)              | 32.3 (90.1)              | 35.4 (95.7)              | 36.7 (98.1)              | 35.8 (96.4)              | 34.0 (93.2)              | 31.2 (88.2)              | 30.8 (87.4)              | 32.3 (90.1)              | 35.1 (95.2)              | 34.1 (93.4)              | 31.9 (89.4)              | 33.4 (92.1)              |
| متوسط درجة الحرارة الصغرى °م (°ف)                                           | 15.2 (59.4)              | 16.7 (62.1)              | 20.7 (69.3)              | 24.0 (75.2)              | 26.8 (80.2)              | 27.0 (80.6)              | 25.9 (78.6)              | 25.5 (77.9)              | 25.4 (77.7)              | 23.3 (73.9)              | 19.6 (67.3)              | 16.5 (61.7)              | 22.2 (72.0)              |
| أدنى درجة حرارة °م (°ف)                                                     | 4.4 (39.9)               | 5.6 (42.1)               | 8.9 (48.0)               | 15.0 (59.0)              | 19.4 (66.9)              | 20.2 (68.4)              | 19.9 (67.8)              | 21.0 (69.8)              | 20.6 (69.1)              | 14.4 (57.9)              | 10.6 (51.1)              | 6.7 (44.1)               | 4.4 (39.9)               |
| معدل هطول الأمطار مم (إنش)                                                  | 1.5 (0.06)               | 0.3 (0.01)               | 0.4 (0.02)               | 0.2 (0.01)               | 3.9 (0.15)               | 245.2 (9.65)             | 466.3 (18.36)            | 283.8 (11.17)            | 151.8 (5.98)             | 41.8 (1.65)              | 7.1 (0.28)               | 0.6 (0.02)               | 1٬202٫9 (47.36)          |
| متوسط الأيام الممطرة                                                        | 0.2                      | 0.0                      | 0.0                      | 0.0                      | 0.2                      | 8.0                      | 14.3                     | 12.1                     | 7.1                      | 1.6                      | 0.6                      | 0.1                      | 44.2                     |
| متوسط الرطوبة النسبية (%)                                                   | 57.5                     | 56.0                     | 55.1                     | 62.9                     | 71.8                     | 79.0                     | 86.2                     | 86.4                     | 82.3                     | 70.2                     | 62.0                     | 61.3                     | 69.2                     |
| المصدر #1: India Meteorological Department (record high and low up to 2010) |                          |                          |                          |                          |                          |                          |                          |                          |                          |                          |                          |                          |                          |
| المصدر #2: Climatebase.ru (humidity)                                        |                          |                          |                          |                          |                          |                          |                          |                          |                          |                          |                          |                          |                          |

## التعليم في مدينة سورات
تحتوي مدينة سورات من المدن التي تحتوي على الكثير من الكليات والمعاهد مثل المعاهد الوطنية للتكنولوجيا التي تم الاعتراف بها كمعاهد ذات أهمية وطنية من قبل حكومة الهند.
ومن أهم الكليات الموجودة هناك هي كلية الطب التي يبلغ عمرها أكثر من 50 عام وتتسع لأكثر من 250 طالب سنويًا.

## الصناعة في سورت
تعتمد مدينة سورت في دخلها على الصناعات الغذائية والنسيج كما تشتهر مدينة سورت بصناعة الألماس حيثُ تبلغ نسبة تلميع الألماس فيها ما يزيد عن 90% من الألماس الخام في العالم أجمع، كما تشتهر مدينة سورت بصناعة الأكواخ.

## أعلام
- فريدريك لوكاس
- بهاجواتيكومار شارما
- كالبانا شاه
- براتشي ديساي
- ناميثا
- أحمد ديدات